# حل الدولة الواحدة
حل الدولة الواحدة هو حل مقترح للصراع العربي الإسرائيلي، يَتمثل بإِنْشَاء دولة واحدة في فلسطين تشمل ما يعرف اليوم بإسرائيل والضفة الغربية وقطاع غزة بحيث يكون للسكان العرب واليهود مواطنة وحقوق متساوية في الكيان الموحد، وبينما يتبنى البعض هذا التوجه لأسباب أيدولوجية، فإن البعض الآخر يرى فيه الحل الوحيد الممكن نظرا للأمر الواقع القائم على الأرض. وهو المقابل لمحاولات تتمحور حول حل الدولتين والذي تتمحور حوله مفاوضات السلام الفلسطينية الإسرائيلية منذ إتفاقية أوسلو.

## الموقف والدعوة لحل الدولة الواحدة تاريخيا
صاغ الحزب الشيوعي الفلسطيني الذي ضم الشيوعيون اليهم موقفه في العام 1944 موقفه بالدعوة للتطور الديمقراطي لفلسطين والتحرر من التأثيرات الخارجية في ظل دولة واحدة، بالمقابل نادت عصبة التحرر الوطني التي ضمت الشيوعيين العرب في العام نفسه «بانهاء الانتداب البريطاني واقامة حكومة ديمقراطية فلسطينية مستقلة»، كما طرحها قادة نقابيون خلال زيارات لجان التحقيق قبل إقرار قرار التقسيم.
بعد 1967، طرحت حلول الدولة الواحدة لجميع مواطنيها مرتبطة بتحرير فلسطين، ومن الحركات السياسية الفلسطينية اللاحقة التي تعلن أن الوصول إلى حل الدولة الديمقراطية الواحدة هو ضمن أجندتها الجبهة الشعبية لتحرير فلسطين إلى الآن والجبهة الديمقراطية لتحرير فلسطين، كما قدمت حركة فتح أجندة بعنوان «الدولة الديمقراطية العلمانية» في السبعينات من القرن الماضي قبل التحول الذي بدأ سنة 1974 والبرنامج المرحلي برنامج النقاط العشر، واعتبر الأمين العام للجبهة الشعبية لتحرير فلسطين-القيادة العامة أحمد جبريل أن الحل المعقول هو إقامة دولة واحدة، بالإضافة إلى مجموعات وأفراد آخرين.
في السنوات الأخيرة، تنامت هيئات تدعو بشكل واضح لحل الدولة الواحدة مثل «إعلان ميونخ» و«الحركة الشعبية للدولة الديمقراطية الواحدة على فلسطين التاريخية»، «مؤسسة الدولة الواحدة»،  وانعقدت سلسلة من المؤتمرات تعمل تحديداً للوصول إلى جمهورية لجميع مواطنيها في فلسطين التاريخية وغيرها.

## الأشكال المقترحة والفروقات بينها
بالرغم من أن مصطلحي «حل الدولة الواحدة» و«الدولة ثنائية القومية» تستخدم أحيانا وكأنها مرادفات، إلا أنهما لا يعنيان بالضرورة ذات الشيء

### الدولة الواحدة ثنائية القومية
هو نظام سياسي يحافظ فيه كل من الفلسطينيين واليهود الإسرائيليين على الشخصية السياسية كشعبين أو قوميتين. مؤيدي هذا الطرح يرونه ضروريا لحماية الأقلية (بغض النظر عن أي مجموعة ستكون الاقلية) ولطمئنة كل الأطراف أن المصلحة الجماعية لكل مجموعة ستكون محمية.

### الدولة الواحدة الديمقراطية العلمانية
هو حل يَتَأَسَّس على إنشاء دولة واحدة ديمقراطية، حيث لكل مواطن صوت، ويقول مؤيدو هذا الحل بأن ثنائية القومية ستمترس الهويتين سياسيا بطريقة تعزز استمرار المزاحمة والتقسيم الاجتماعي القائم.

## إسراطين
هو مقترح حل قدمه الرئيس الليبي السابق معمر القذافي في كتابه الأبيض لحل المشكلة الإسرائيلية-الفلسطينية بدمج الدولتين في دولة واحدة ديمقراطية من أجل التعايش السلمي. أصبح هذا المقترح يحظى بتأييد كبير في بعض الاوساط الفلسطينية والإسرائيلية والعربية والعالمية وقد تشكلت العديد من الجماعات التي تؤمن بحل الدولة الديمقراطية الواحدة شريطة عودة اللاجئين واجراء الانتخابات تحت اشراف الأمم المتحدة كما تم إنشاء صفحات عبر الإنترنت تدعو لنفس الحل من مثل مركز السلام العالمي «إسراطين» الذي يدعو لتشكيل جبهة تحت مسمى جبهة انصار الدولة الديمقراطية الواحدة.

## وصلات خارجية
- مؤتمر حيفا لأجل حق العودة والدولة العلمانية الديمقراطية في فلسطين